# Joško Oven
Joško Oven, slovenski pisatelj in prevajalec, * 20. junij 1890, Gabrovka,  † (?) 1947, Chicago.

## Življenjepis
Oven se je izučil za krojača. Veliko je potoval po Evropi. Leta 1913 je obiskal  svetovno razstavo v San Franciscu in od takrat dalje ostal v ZDA. V Detroitu se je pridružil slovenski skupnosti, v Chicagu pa je postal član Slovenske narodne podporne jednote in Jugoslovanske socialistične zveze ter tu nazadnje živel kot krznar.

## Literarno delo
Ovnovi potopisi so izšli v Ameriškem družinskem koledarju, novele s socialno in delavsko tematiko pa so izhajale tudi v listih Proletarec in Majski glas. Napisal je več dramskih del z zgodovinsko tematiko, veliko pa je tudi prevajal iz francockega jezika.